# Astronesthes leucopogon
Astronesthes leucopogon és una espècie de peix de la família dels estòmids i de l'ordre dels estomiformes.

## Morfologia
- Els mascles poden assolir 12 cm de longitud total.[3][4]

## Alimentació
Menja peixos i crustacis.

## Hàbitat
És un peix marí i d'aigües profundes que viu fins als 500 m de fondària.

## Distribució geogràfica
Es troba a l'Atlàntic oriental (des de Portugal fins a Guinea i entre 16°S-22°S) i a l'Atlàntic nord (entre 30° i 41°N).